# Hrvatska kriketaška reprezentacija
Hrvatska kriketaška reprezentacija predstavlja Hrvatsku u međunarodnom kriketu. Organizira je Hrvatski kriket savez, koji je 2001. postao član Međunarodnog vijeća za kriket (ICC).  Hrvatska je svoj međunarodni debi ostvarila nastupom na EPC reprezentativnom festivalu 2000. u Austriji. Od tada redovito igra na različitim razinama turnira Europskog vijeća za kriket, kao i u raznim drugim serijama protiv europskih strana.
U travnju 2018. godine ICC je odlučio svim svojim članicama dodijeliti status Twenty20 International (T20I). Stoga su svi Twenty20 mečevi odigrani između Hrvatske i ostalih članova ICC-a nakon 1. siječnja 2019. T20I.

## Međunarodna natjecanja
Hrvatska je redoviti sudionik različitih turnira Europskog vijeća za kriket, počevši od 2000. godine s Reprezentativnim prvenstvom ECC-a, četvrtim rangom europskog natjecanja. Na tom turniru su završili kao doprvaci (pobjednik je bila Norveška). Dvije godine kasnije ugostili su isti turnir, gdje su završili na trećem mjestu iza Finske i Slovenije, ali su osvojili turnir 2004. godine.
Također su se natjecali u ECC trofeju 2001. i 2003., ali nisu uspjeli postići re pzultate za koje su bili sposobni i oba puta su završili na dnu ljestvice. 
Na turniru europske 3. divizije u Belgiji 2007. godine, hrvatska reprezentacija je osvojila taj turnir briljantnim rezultatom pobijedivši sve suparnike, čime je stekla pravo ulaska u europsku 2. diviziju doigravanjem protiv posljednje reprezentacije iz tog ranga, reprezentacije Izraela. Hrvatska je na teškom gostovanju u Izraelu pobijedila domaćina u tijesnoj i napetoj utakmici čime je ostvarila izniman rezultat koji će biti upisan zlatnim slovima u povijesti hrvatskog kriketa. Rezultat je bio; Hrvatska: 152-7 nakon 45 overa, Izrael: 147-10 nakon 44.2 overa. Prvenstveni turnir europske 2. divizije se igrao na otoku Guernseyu u kolovozu 2008.  ali nisu uspjeli pobijediti u igri. Kao rezultat, suočili se s još jednom play-off utakmicom s Izraelom kako bi odlučili koja će momčad zauzeti posljednje mjesto u 2010. Europskom prvenstvu ICC divizije 2. Izrael je ovom prilikom pobijedio na utakmici pod utjecajem kiše, što znači da će 2011. međunarodno sudjelovanje Hrvatske biti u ICC Europskom prvenstvu 3.
Hrvatsku reprezentaciju u kriketu čine uglavnom Hrvati iz dijaspore.